# 低位株
低位株（ていいかぶ）とは、株価の低い株式を指す言葉。株価が額面以下だとボロ株とも言われる。

## 概要
株式の持つ価値に比べ、割安である株式を指す「割安株」とは異なる。あくまでも、株価それ自体が相場全体の株価水準に比べ、低いものを指す言葉である。
低位株の具体的な分類基準はないが、一般的に500円から300円以下の株式のことを「低位株」と呼ぶことが多い。対義語は値嵩株。
低位株は業績が著しく悪いためか、発行株式数が多すぎので株価が安い傾向にある。主に大企業と呼ばれるところでも株価が安い場合は後者が多い。

## その他
低位株は、少額に見える株価の変動でも、変動率は高くなる。仮に100円の株価の株があったとして、10円株価が変動すれば、株価は10%変動したことになる。1000円の株価の株が10円株価が変動したとしても、株価の変動率は1%である。そのため低位株に投資する場合は、注意が必要である。
また、少ない資金で投資を始めることが出来る（以前は1,000株を1単位とする企業が多く、多額の投資資金を必要とした。現在では単位の引き下げや、株式分割によりこの問題は解消されつつある）ことと、変動率が激しくなる傾向があるため、デイトレーダーなどの個人投資家に好まれるが逆に仕手筋には好まれない。低位株は一般に発行株式数が多く、仕手筋が株価をコントロールすることが難しいからである。